# Gopalpur (Bangladesh)
Gopalpur Upazila è un sottodistretto (upazila) del Bangladesh situato nel distretto di Tangail, divisione di Dacca. Si estende su una superficie di 193,37 km² e conta una popolazione di 252331. abitanti (dato censimento 1991).